# モハメド・ブヤ・トゥレイ
モハメド・ブヤ・トゥレイ（Mohamed Buya Turay, 1995年1月10日 - ）は、シエラレオネのプロサッカー選手。シエラレオネ代表。オーデンセBK所属。ポジションはフォワード。

## 経歴

### 幼少期 - キャリア初期
3人兄弟の末っ子としてシエラレオネのフリータウンに生まれ、ストリートでサッカーをして遊び始めたことがFC Mattiaへの入団につながった。クラブのコーチのひとりが、練習場に通えるようにとバス代をくれたが、トゥレイはトレーニングの一環として練習場まで走って行き、お金は家族の食料を買うために使った。トゥレイのパフォーマンスを目にした隣国ギニアのクラブからもオファーがあったが、Mattiaはそれを拒否した。後に別のスカウトに見出され、スウェーデンでトライアルへに参加することとなった。当初、ヴァサルンズの幹部はトゥレイの能力が十分でないと感じており、反応は消極的であった。そのため、ナイジェリアに渡って新たなトライアルに参加することになったが、トゥレイを高く評価した代理人がユヴェントスとコンタクトを取り、ビザを延長して、スウェーデンでプレイできるよう働きかけた。スウェーデンに来たばかりのころは食事も満足に摂ることができず、どこに行くにも代理人の車に頼らざるを得なかった。それでもすぐに結果を出し、2013シーズンにはディヴィジオン3（5部リーグ）で11試合に出場し、20ゴールを挙げた。この活躍で、スタンダール・リエージュ、ゲフレ、アッシリスカなどのクラブがトゥレイに関心を示した。2014シーズンも14試合で12ゴールと、継続してインパクトを与えた。
2014年8月、エッタン（3部リーグ）のヴェステロースに移籍。しかしこの移籍に関して双方の意見に相違があり、論争となった。2014年8月20日、スウェーデンカップのエステルスンド戦では2ゴールで勝利に貢献し、早速インパクトを与えた。このシーズン、エッタンでは9試合に出場し、6ゴールを記録。シーズン終了後にヴェステロースを退団した。

### クラブ

#### AFCエシルストゥーナ
2015年8月19日、スーペルエッタンのエシルストゥーナへの移籍が発表された。その年の始めには獲得に動いていたが、選手登録の関係でヴェステロースに残留していた。8月23日のミェルビー戦で81分から交代出場し、スーペルエッタン初出場。エシルストゥーナでの最初のシーズンはリーグ戦3試合に出場、いずれも途中出場であった。
2016シーズンはフォワードのファーストチョイスとして、チームの主力に定着。5月11日に行われたアッシリスカ戦で移籍後初ゴールを挙げた。その後も9月27日のデーゲルフォルシュ戦で2ゴールを挙げるなど、シーズン後半に得点を重ね、クラブのアルスヴェンスカン昇格に貢献。シーズン終了後、クラブとの契約を3年延長することで合意した。トゥレイの活躍は、スウェーデン国内だけでなく、他のヨーロッパのクラブからの関心も引くようになっていた。
2017年シーズン、第2節のエーレブルー戦で2ゴール、第3節のヨーテボリ戦でもゴールを挙げ、好調なスタートを切った。しかし、4月23日に行われたエステルスンド戦ではレッドカードを受け退場処分となった。2試合の出場停止の後、5月12日のノルシェーピン戦で復帰し、アシストを記録した。7月下旬から得点のペースを上げ、8月にはリーグの月間最優秀選手にノミネートされた。10月14日、リーグ第27節のヘッケン戦ではラスムス・リンドグレンへのファウルでシーズン2度目のレッドカードを受け、これが2017シーズン最後の出場となった。気性の粗さが目立った一方で、2シーズン連続でチームの最多得点者であった。
エシルストゥーナはスーペルエッタンに降格することとなり、トゥレイは移籍市場で注目を集めた。2018年3月21日、ダルクルドがトゥレイの獲得オファーを出したと報じられた。

#### ダルクルドFF
3月23日、アルスヴェンスカンに昇格したダルクルドに3年契約で移籍したことが発表された。
4月8日、ダルクルドでの初出場となったエステルスンド戦で2ゴールを挙げ、クラブのアルスヴェンスカン初勝利に貢献。その後、リーグ第5節のスンツヴァル戦からは3試合連続ゴールを記録。ダルクルドではリーグ戦13試合に出場し、9ゴールを挙げた。高いパフォーマンスを継続し、依然として多くのクラブがトゥレイに関心を寄せていた。

#### シント＝トロイデンVV
2018年8月8日、ベルギー・ファースト・ディビジョンAのシント＝トロイデンに3年契約で移籍することが発表された。前所属クラブのエシルストゥーナが、この移籍金の一部を補償として受け取ることになったと報じられている。
8月11日、リーグ第3節のロケレン戦でデビューし、ベルギーでの初ゴールも記録した。次節のベフェレン戦では移籍後初先発で、74分に交代でベンチに退いた。しかし、その後の出場機会は限られ、ベンチから外れる試合も多く、シント＝トロイデンでは公式戦7試合1ゴールにとどまった。
トゥレイはスウェーデンに戻り、退団の意思を示した。

##### ユールゴーデンIF
2019年1月9日、アルスヴェンスカンのユールゴーデンへの期限つき移籍が発表された。
2019シーズン開幕戦のスンツヴァル戦に出場し、ユールゴーデンでの初ゴールも記録した。第2節のエーレブルー戦、第3節のヨーテボリ戦でも得点し、開幕から3試合連続ゴールとなった。その後も第6節のハンマルビー戦、第7節のヘルシンボリ戦で連続ゴールを挙げるなど、好調を維持した。5月19日のエルフスボリ戦では、バイシクルシュートを試みた際に足がヨアキム・ニルソンの顔に当たってしまい、警告を受けた。またこの試合でペナルティエリア内で倒されPKを得たが、シミュレーションではないかと批判され、試合後にはトゥレイのSNSアカウントに人種差別的な書き込みがあった。
ユールゴーデンに加入してすぐに主力に定着し、エースストライカーとしてコンスタントに得点を重ねた。その活躍から夏に移籍するのではないかとの憶測もあったが、トゥレイもクラブもそれを否定した。8月には、10日のシリウス戦、19日のシルストゥーナ戦、25日のマルメ戦と、再び3試合連続ゴールを挙げた。このシーズン、累積警告による出場停止1試合を除く29試合に出場し、出場停止明けは6試合で5ゴールと終盤にも得点を重ね、クラブを14年ぶりのリーグ制覇に導いた。そして最終的に15ゴールを挙げ、得点王のタイトルを手にした。
シーズン終了後、ユールゴーデンへの完全移籍を望んでいたが、自ら市場価値を高めたこともあり、ユールゴーデンがトゥレイを買い取るのは困難であった。

#### 河北足球倶楽部
2020年7月19日、中国の河北への移籍が発表された。モハメド・カロン、モハメド・バングラ、ジブリル・サンコー、ママドゥ・アルファジョル・バに次いで、中国でプレイする5人目のシエラレオネ人選手となった。
8月7日、重慶両江競技戦で72分から途中出場し、スーパーリーグデビュー。続く2試合ではそれぞれアシストを記録し、8月21日の武漢戦では中国での初ゴールを挙げた。プレイオフ2回戦の山東泰山戦ではホームで1ゴール、アウェイで2ゴールを挙げ、勝利に貢献した。このシーズン、公式戦17試合に出場し、6ゴール5アシストを記録した。

#### マルメFF
2022年7月22日、3年半の契約でマルメに移籍し、スウェーデンへと戻った。

### 代表
2017年6月、アフリカネイションズカップ予選のケニア戦でシエラレオネ代表に初招集されたが、出場機会はなかった。
2018年9月9日、アフリカネイションズカップ予選のエチオピア戦に先発出場し、代表デビュー。
2019年9月、FIFAワールドカップ予選でおよそ1年ぶりに代表に召集され、リベリアとのホーム、アウェイ両試合に出場した。
2022年1月、アフリカネイションズカップのメンバーに選出され、グループステージの全3試合に出場した。

## 人物
父親が鉱山に出稼ぎで働いていたため、母親ひとりに育てられた。学校で教師をしていた母親は学業の優先を望んでおり、サッカーには反対していた。そのためFC Mattiaに通っていたことは隠しており、スウェーデンでトライアルを受ける話にも猛反対され、家を飛び出し、しばらくひとりで暮らしていた。
ユールゴーデンでのチームメイトであるエドワード・チルフヤは、トゥレイを親友であり、初めて会ったときからよくしてくれた兄のような存在だと語っている。
2019年11月、代表の試合での負傷を「黒魔術によって引き起こされたもの」と述べた。
2022年7月21日に自身の結婚式が行われたが、同時期に移籍したマルメが早期の合流を望んでいたため、兄が代理で新郎役を務め、自身は欠席した。

## 個人成績

### クラブ
| 国内大会個人成績 | 国内大会個人成績   | 国内大会個人成績 | 国内大会個人成績   | 国内大会個人成績 | 国内大会個人成績 | 国内大会個人成績 | 国内大会個人成績 | 国内大会個人成績 | 国内大会個人成績 | 国内大会個人成績 | 国内大会個人成績 |
| 年度             | クラブ             | 背番号           | リーグ             | リーグ戦         | リーグ戦         | リーグ杯         | リーグ杯         | オープン杯       | オープン杯       | 期間通算         | 期間通算         |
| 年度             | クラブ             | 背番号           | リーグ             | 出場             | 得点             | 出場             | 得点             | 出場             | 得点             | 出場             | 得点             |
| スウェーデン     | スウェーデン       | スウェーデン     | スウェーデン       | リーグ戦         | リーグ戦         | リーグ杯         | リーグ杯         | オープン杯       | オープン杯       | 期間通算         | 期間通算         |
| ---------------- | ------------------ | ---------------- | ------------------ | ---------------- | ---------------- | ---------------- | ---------------- | ---------------- | ---------------- | ---------------- | ---------------- |
| 2014             | ヴェステロース     | 22               | エッタン           | 9                | 4                | 1                | 2                | -                | -                | 10               | 6                |
| 2015             | エシルストゥーナ   | 19               | スーペルエッタン   | 3                | 0                | 3                | 0                | -                | -                | 6                | 0                |
| 2016             | エシルストゥーナ   | 19               | スーペルエッタン   | 29               | 10               | 1                | 0                | -                | -                | 30               | 10               |
| 2017             | エシルストゥーナ   | 19               | アルスヴェンスカン | 23               | 9                | 1                | 1                | -                | -                | 24               | 10               |
| 2018             | ダルクルド         | 77               | アルスヴェンスカン | 13               | 9                | 0                | 0                | -                | -                | 13               | 9                |
| ベルギー         | ベルギー           | ベルギー         | ベルギー           | リーグ戦         | リーグ戦         | リーグ杯         | リーグ杯         | ベルギー杯       | ベルギー杯       | 期間通算         | 期間通算         |
| 2018-19          | シント＝トロイデン | 77               | ファーストA        | 6                | 1                | -                | -                | 1                | 0                | 7                | 1                |
| スウェーデン     | スウェーデン       | スウェーデン     | スウェーデン       | リーグ戦         | リーグ戦         | リーグ杯         | リーグ杯         | オープン杯       | オープン杯       | 期間通算         | 期間通算         |
| 2019             | ユールゴーデン     | 77               | アルスヴェンスカン | 29               | 15               | 2                | 1                | -                | -                | 31               | 16               |
| 中国             | 中国               | 中国             | 中国               | リーグ戦         | リーグ戦         | リーグ杯         | リーグ杯         | FA杯             | FA杯             | 期間通算         | 期間通算         |
| 2020             | 河北               | 11               | 超級               | 16               | 5                | -                | -                | 1                | 1                | 17               | 6                |
| 2021             | 河南嵩山龍門       | 10               | 超級               | 8                | 1                | -                | -                | 4                | 0                | 12               | 1                |
| スウェーデン     | スウェーデン       | スウェーデン     | スウェーデン       | リーグ戦         | リーグ戦         | リーグ杯         | リーグ杯         | オープン杯       | オープン杯       | 期間通算         | 期間通算         |
| 2022             | マルメ             | 33               | アルスヴェンスカン | 10               | 1                | 1                | 0                | -                | -                | 11               | 1                |
| 通算             | スウェーデン       | スウェーデン     | エッタン           | 9                | 4                | 1                | 2                | -                | -                | 10               | 6                |
| 通算             | スウェーデン       | スウェーデン     | スーペルエッタン   | 32               | 10               | 4                | 0                | -                | -                | 36               | 10               |
| 通算             | スウェーデン       | スウェーデン     | アルスヴェンスカン | 75               | 34               | 4                | 2                | -                | -                | 79               | 36               |
| 通算             | ベルギー           | ベルギー         | ファーストA        | 6                | 1                | -                | -                | 1                | 0                | 7                | 1                |
| 通算             | 中国               | 中国             | 超級               | 24               | 6                | -                | -                | 5                | 1                | 29               | 7                |
| 総通算           | 総通算             | 総通算           | 総通算             | 146              | 55               | 9                | 4                | 6                | 1                | 161              | 60               |

### 代表
| シエラレオネ代表 | 国際Aマッチ | 国際Aマッチ |
| 年               | 出場        | 得点        |
| ---------------- | ----------- | ----------- |
| 2018             | 1           | 0           |
| 2019             | 3           | 0           |
| 2020             | 2           | 0           |
| 2021             | 0           | 0           |
| 2022             | 7           | 0           |
| 通算             | 13          | 0           |

## タイトル

### クラブ
ユールゴーデンIF
- アルスヴェンスカン（2019）

### 個人
- アルスヴェンスカン得点王（2019）